# Helen Rowland

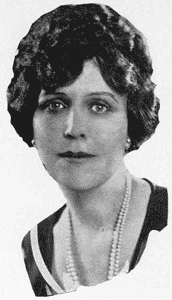
Helen Rowland

Helen May Rowland (* 1876 in Washington, D.C.; † 1950) war eine US-amerikanische Journalistin, Kolumnistin und Humoristin. Bekannt wurde sie für ihre langlebige Kolumne Reflections of a Bachelor Girl in der Tageszeitung New York World, wo sie mit ihren humoristischen und prägnanten Aphorismen über die Probleme zwischen Männern und Frauen für Aufsehen sorgte, weswegen sie auch als die „amerikanische George Bernard Shaw“ bezeichnet wurde. Zahlreiche Zitate aus ihren Kolumnen wurden später von ihr in diversen Büchern veröffentlicht.
Sie besuchte das Emerson College in Boston, wo sie 1895 graduierte. Sie kehrte anschließend in ihre Heimatstadt Washington zurück, um ihrem Wunsch nachzugehen, Schauspielerin zu werden. Sie absolvierte 1896 die National School of Acting in Washington, aber der Tod ihres Vaters machte es für Rowland notwendig, ihren Lebensunterhalt zu verdienen, weswegen sie ab 1899 anfing, für diverse Zeitungen zu schreiben.
Rowland war ab 1903 mit ihrem Kollegen Gilbert Claude Lutz verheiratet.

## Werke (Auswahl)
- Reflections of a Bachelor, 1903
- A Book of Conversations: The Digressions of Polly, 1905
- The Widow, 1908
- Reflections of a Bachelor Girl, 1909
- The sayings of Mrs. Solomon: Being the confessions of the seven hundredth wife as revealed to Helen Rowland, 1913
- The Rubaiyat of a Bachelor, 1915
- A Guide To Men: Being Encore Reflections of a Bachelor Girl, 1922
- If, A Chant for Wives also The White Woman's Burden, 1927
- This Married Life, 1927